# Ti ekanes ston polemo, Thanassi?
Ti ekanes ston polemo, Thanassi? (Grieks: Τι έκανες στον πόλεμο, Θανάση; Engels: What did you do in the war, Thanasis?) is een Griekse film, geregisseerd door Dínos Katsourídis en uitgebracht in 1971. De ellende die Thanasis en Griekenland hebben moeten doorstaan door de barbarij van de nazi's, werd door het publiek gezien als een metafoor voor de dagelijkse realiteit ten tijde van het kolonelsregime.
Katsourídis noemde zijn film 'anti-oorlog-satire', omdat hij het niet als antifascistische of antidictatoriale satire kon kwalificeren. Ti ekanes ston polemo, Thanassi? is een direct antwoord op de film van Blake Edwards uit 1966: What did you do in the war, Daddy?. De film wordt gezien als de beste film van de Griekse acteur Thanasis Vengos.

## Film

### Verhaal
In 1942, tijdens de bezetting van Griekenland door de Asmogendheden, wonen Thanasis (Thanasis Vengos) en zijn zus Frosso (Katerína Gógou) in hetzelfde appartement in Athene en overleven zij zo goed en zo kwaad als het gaat. Thanasis werkt bij een Grieks bedrijf dat produceert voor de Duitse en Italiaanse bezetters. Dankzij dat werk lukt het Thanasis en Frosso om grotendeels te ontsnappen aan de hongersnood die door de nazi’s op touw is gezet: 's avonds neemt Thanasis in zijn lunchtrommel een deel van het eten mee dat de Duitsers uitdelen aan de arbeiders. Frosso is lid van het Griekse verzet.
In hun wijk heeft Kyria Kleopatra aangifte gedaan tegen de kroegbaas Vassilis. Zij beschuldigt hem ervan haar kat te hebben gedood en het in zijn café als konijn te hebben geserveerd. Frosso overtuigt Thanasis ervan om te gaan getuigen voor Vassilis, die hen altijd heeft geholpen door hen eten te geven. Bovendien heeft Vassilis de kat opgediend aan een stel beruchte collaborateurs. Een van de – patriottische – argumenten die Thanasis naar voren brengt ter verdediging van Vassilis is dat de kat een Perzische kat was. Wat de rechter betreft, is de meest interessante vraag of konijn en kat verschillend smaken. Vassilis wordt niettemin veroordeeld tot drie maanden gevangenisstraf voor diefstal en oplichting. Thanasis krijgt twintig dagen gevangenisstraf voor een valse getuigenis.
Bij vergissing belandt Thanasis in een gevangenis die onder toezicht staat van de Italianen en waar ook de gearresteerde Griekse verzetsstrijders opgesloten zitten, waaronder hun mythische leider Ivan. De gevangenen organiseren zich en slagen erin te ontsnappen. Thanasis blijft echter in zijn cel, overtuigd dat hij vrijgelaten zal worden aan het einde van zijn straf. Wanneer de Gestapo Ivan komt ondervragen, treffen ze alleen Thanasis aan, maar zij martelen hem toch, met de muziek van Le nozze di Figaro op de achtergrond, omdat zij denken dat hij Ivan is. Thanasis komt daardoor tot het besef dat hij moet vluchten. Bij zijn ontsnapping wordt hij geholpen door Danai, een verzetsstrijdster, en door prostituees, die gevangen zitten omdat zij soldaten van de vijand hun diensten hebben geweigerd. Zij vermommen Thanasis als vrouw zodat hij kan vluchten.
Apostolos, de neef van Thanasis, heeft Frosso een radio gegeven waarmee zij naar de uitzendingen van het verzet luistert. Eenmaal thuis hervat Thanasis zijn gewone leven en gaat weer naar zijn werk. Zijn zus gebruikt zijn lunchtrommel (leeg op de heenweg, gevuld op de terugweg met een deel van het uitgedeelde eten) om exemplaren van De Bevrijder (O Eleftherotis) te verstoppen, een verboden verzetskrant. In de fabriek bemachtigen en verspreiden de verzetsstrijders de krant, zonder dat Thanasis iets in de gaten heeft. Een lid van de Gestapo vindt echter een exemplaar en start een onderzoek. ’s Ochtends worden alle arbeiders bij binnenkomst gefouilleerd. Wanneer Frosso, Apostolos en Danai dat ter ore komt, haast Danai zich naar de fabriek om Thanasis te waarschuwen en hem te zeggen dat hij de pamfletten in zijn lunchtrommel weg moet gooien. Hij raakt in paniek en vlucht. Hans, de Duitse kok van de fabriek, houdt hem tegen en beveelt hem om een vat sardines naar de kantine te brengen en hem te helpen met uitdelen. De pamfletten vallen uit de lunchtrommel. Hans raapt ze op en gebruikt ze om de sardines los te verpakken. Zo wordt de De Bevrijder onder de Griekse arbeiders verspreid door een Duitse soldaat. Een officier van de Gestapo ziet echter een exemplaar en hij geeft opdracht Hans en Thanasis te arresteren. Thanasis had dat voorzien en is al weggevlucht. De Gestapo wacht hem thuis op en houdt hem aan.
De Gestapo ziet Thanasis nog steeds aan voor Ivan en hij belandt opnieuw in de gevangenis die onder toezicht staat van de Italianen. Hij moet toekijken wanneer Hans gemarteld wordt. Op het moment dat ze naar hun cel worden gebracht, slaagt Thanasis erin te ontsnappen, maar Hans is te zwak en kan hem niet volgen. De officier van de Gestapo doodt Hans wanneer blijkt dat hij niet kan zeggen waar ‘Ivan’ naartoe is gegaan. Thanasis heeft een uniform en een helm kunnen bemachtigen. Verkleed als Duitse soldaat verlaat hij de gevangenis en stapt hij op een motor met zijspan. Twee andere soldaten voegen zich bij hem en hij ziet zich gedwongen om een militair konvooi te volgen. Al snel ontdekt hij dat het gezelschap naar zijn appartement rijdt om hem te arresteren. Het lukt hem om vóór de andere soldaten zijn verdieping te bereiken en hij probeert tevergeefs de deur te barricaderen. De Duitsers komen binnen en doorzoeken het appartement, terwijl Frosso, hoogzwanger, probeert om zich niet omver te laten duwen. Thanasis, vol van verbazing, komt dichter bij de buik van zijn zus. Helaas pakt hij de handen die de buik en de ‘baby’ vasthouden en de clandestiene radio valt op de grond. Thanasis pakt de radio op, verstopt hem in een laken, alsof het nog steeds een baby is, en begint de trap af te dalen. Maar hij valt en de radio gaat aan. Terwijl Thanasis de trap afstuift en een aantal soldaten omver loopt, is een antifascistische toespraak hoorbaar, waar de soldaten geen acht op slaan omdat ze de taal niet begrijpen. Thanasis rent weg, terwijl uit de radio het Griekse volkslied klinkt.

## Prijzen
Beste film, beste acteur en beste scenario op het Thessaloniki International Film Festival in 1971.

### Rolverdeling
- Thanasis Vengos : Thanasis Karathanasis
- Efi Roditi : Danai
- Andonis Papadopoulos : Hans
- Kaiti Lampropoulou : Kyria Kleopatra
- Katerína Gógou : Frosso Karathanasi
- Nikitas Platis : Thodoros
- Manolis Destounis

## Filmanalyse

### Karaghiozis Véngos
Ti ekanes ston polemo, Thanassi? past binnen de Griekse traditie van karaghiozis (een schimmenspel) en Thanasis Vengos kan worden gezien als de vertegenwoordiger van deze traditie op het witte doek. De titel van de film zelf, met de voornaam van de acteur erin, is een verwijzing naar de traditionele titels van karaghiozis-schimmenspelen waarin altijd de naam van de held werd genoemd. Een karaghiozis-voorstelling is een improvisatie gebaseerd op een reeks van terugkerende gebeurtenissen. Een zelfde soort improvisatie van terugkomende scènes is het handelsmerk van Véngos. Filmscenario's werden aangepast aan hem en zijn komische spel en niet andersom.

### Politiek en historisch discours
De makers van de film, Dínos Katsourídis en Assimakis Gialamas, wilden hun publiek via de metafoor van de Duitse bezetting overtuigen om zich te verzetten tegen elke vorm van dictatoriale of totalitaire onderdrukking. De strijd was voor hen nog niet voorbij.
Aan het begin van de film wordt voortdurend verwezen naar een van de belangrijkste consequenties van de bezetting van Griekenland: de georganiseerde hongersnood. Zo behoudt Thanasis een deel van zijn portie eten die is uitgedeeld in de fabriek. Op een dag, op weg terug naar huis, denkt hij dat hij wordt achtervolgd door Duitse soldaten (die in werkelijkheid een jonge verzetsstrijder achtervolgen). Thanasis rent dan door de straten van Athene, denkend dat hij op de hielen wordt gezeten door de motor met zijspan. Op zijn vlucht kruist zijn pad voortdurend met dat van de jonge verzetsstrijder (een tragikomisch effect van Katsourídis).
Uiteindelijk valt hij in zijn straat op de grond terwijl de verzetsstrijder wordt gepakt. De Duitsers schieten en de jongeman zakt ineen. In de straat bevinden zich ook een oude man en twee hongerige kinderen. Zij hebben geen enkel oog voor de jongeman die gedood is noch voor Thanasis op de grond: ze haasten zich naar de lunchtrommel die bij de val open is gesprongen, om de gemorste inhoud op te eten. Dit is ook een van de eerste keren dat het terugkomend thema van de ontmenselijking naar voren komt, zowel die van de slachtoffers als die van de beulen. In deze scène zijn de hongerige mensen geen mensen meer, want zij zijn alle compassie kwijtgeraakt. Wat betreft de soldaten of de jonge verzetsstrijder: zij blijven anoniem en worden teruggebracht tot een stereotype. Thanasis wordt ook niet gespaard: hij interesseert zich net zomin voor de jongen die gestorven is en gaat gehaast de strijd aan met de anderen voor een paar kruimels eten.
In een discussie tussen Thanasis en zijn zus Frosso komt aan bod hoe ingewikkeld het kan zijn om verzet te bieden. Hij verwijt haar dat zij hen in gevaar brengt door Griekse radioprogramma’s van de BBC te luisteren. Hij zegt dat je wel gek moet zijn om bij het verzet te gaan. Zij antwoordt scherp dat je wel gek moet zijn om niet bij het verzet te gaan en verwijt hem door te slapen terwijl de rest van de wereld wakker is geworden. Hij beëindigt daarop de discussie door te zeggen dat, als hij wakker zou worden, de Duitsers hem meteen tegen een muur zouden zetten om hem weer in te doen slapen, maar dan voorgoed.

## Ontvangst
De film werd zowel een succes bij het gewone publiek als onder critici. Met 640.471 bezoekers bij de eerste exclusieve vertoningen van de film in Athene en Piraeus, was de film in 1971 het grootste kassucces en behaalde de grootste omzet. Ter vergelijking: de film S’ Agapo waarin Alíki Vouyoukláki speelde, de grote vrouwelijke ster van die tijd, was tweede in het klassement en werd in Attica door 393.137 bezoekers bezocht. In het eerste jaar na de release had de film in Griekenland in totaal meer dan drie miljoen bezoekers getrokken. Tijdens het Thessaloniki International Film Festival (1971) won Ti ekanes ston polemo, Thanassi? drie prestigieuze prijzen: voor beste film, beste acteur en beste scenario.
Het kolonelsregime kon de grap echter niet waarderen. De Minister van Media zette de film weg als een "illegaal complot van de Griekse communistische partij".